# Copa CECAFA Sub-20 2020
La Copa CECAFA Sub-20 del 2020 fue la 13.ª edición del campeonato regional sub-20 de la región del África del Este.
Se jugó en Arusha, Tanzania, del 22 de noviembre hasta el 2 de diciembre de 2020.
Esta competencia sirvió como las eliminatorias de la CECAFA para la Copa Africana de Naciones Sub-20 de 2021. Los dos finalistas del torneo representaron a CECAFA en la Copa Africana de Naciones Sub-20 de 2021. Inicialmente se planeó que Sudán fuera anfitrión en octubre-noviembre de 2020, pero luego se cambió y se celebró en Tanzania entre el 22 de noviembre y el 2 de diciembre de 2020.
Los partidos se jugaron en Karatu (Black Rhino Academy) y Arusha (Sheikh Amri Abeid Memorial Stadium).

## Participantes
- Burundi
- Yibuti
- Sudán
- Kenia
- Somalia
- Sudán del Sur
- Tanzania
- Uganda
- Etiopía
- Ruanda  -  se retiró
- Eritrea  - se retiró

## Fase de grupos

### Grupo A
| Equipo   | Pts | PJ | PG | PE | PP | GF | GC | Dif. |
| -------- | --- | -- | -- | -- | -- | -- | -- | ---- |
| Tanzania | 6   | 2  | 2  | 0  | 0  | 14 | 2  | +12  |
| Yibuti   | 3   | 2  | 1  | 0  | 1  | 3  | 7  | -4   |
| Somalia  | 0   | 2  | 0  | 0  | 2  | 2  | 10 | -8   |

| Fecha                   | Lugar  |          |                     | Resultado |                     |          |
| ----------------------- | ------ | -------- | ------------------- | --------- | ------------------- | -------- |
| 22 de noviembre de 2020 | Karatu | Tanzania | Bandera de Tanzania | 6:1       | Bandera de Yibuti   | Yibuti   |
| 24 de noviembre de 2020 | Karatu | Yibuti   | Bandera de Yibuti   | 2:1       | Bandera de Somalia  | Somalia  |
| 26 de noviembre de 2020 | Karatu | Somalia  | Bandera de Somalia  | 1:8       | Bandera de Tanzania | Tanzania |

### Grupo B
| Equipo        | Pts | PJ | PG | PE | PP | GF | GC | Dif. |
| ------------- | --- | -- | -- | -- | -- | -- | -- | ---- |
| Uganda        | 4   | 2  | 1  | 1  | 0  | 6  | 1  | +5   |
| Sudán del Sur | 4   | 2  | 1  | 1  | 0  | 4  | 0  | +4   |
| Burundi       | 0   | 2  | 0  | 0  | 2  | 1  | 10 | -9   |

| Fecha                   | Lugar  |               |                          | Resultado |                          |               |
| ----------------------- | ------ | ------------- | ------------------------ | --------- | ------------------------ | ------------- |
| 23 de noviembre de 2020 | Arusha | Sudán del Sur | Bandera de Sudán del Sur | 0:0       | Bandera de Uganda        | Uganda        |
| 25 de noviembre de 2020 | Arusha | Uganda        | Bandera de Uganda        | 6:1       | Bandera de Burundi       | Burundi       |
| 27 de noviembre de 2020 | Arusha | Burundi       | Bandera de Burundi       | 0:4       | Bandera de Sudán del Sur | Sudán del Sur |

### Grupo C
| Equipo  | Pts | PJ | PG | PE | PP | GF | GC | Dif. |
| ------- | --- | -- | -- | -- | -- | -- | -- | ---- |
| Kenia   | 6   | 2  | 2  | 0  | 0  | 5  | 1  | +4   |
| Etiopía | 3   | 2  | 1  | 0  | 1  | 3  | 5  | -2   |
| Sudán   | 0   | 2  | 0  | 0  | 2  | 3  | 5  | -2   |

| Fecha                   | Lugar  |         |                    | Resultado |                    |         |
| ----------------------- | ------ | ------- | ------------------ | --------- | ------------------ | ------- |
| 23 de noviembre de 2020 | Arusha | Etiopía | Bandera de Etiopía | 0:3       | Bandera de Kenia   | Kenia   |
| 25 de noviembre de 2020 | Arusha | Sudán   | Bandera de Sudán   | 2:3       | Bandera de Etiopía | Etiopía |
| 27 de noviembre de 2020 | Arusha | Kenia   | Bandera de Kenia   | 2:1       | Bandera de Sudán   | Sudán   |

## Fase final

### Semifinales
| Fecha                   | Lugar  |          |                     | Resultado |                          |               |
| ----------------------- | ------ | -------- | ------------------- | --------- | ------------------------ | ------------- |
| 30 de noviembre de 2020 | Karatu | Uganda   | Bandera de Uganda   | 3:1       | Bandera de Kenia         | Kenia         |
| 30 de noviembre de 2020 | Karatu | Tanzania | Bandera de Tanzania | 1:0       | Bandera de Sudán del Sur | Sudán del Sur |

### Tercer lugar
| Fecha                  | Lugar  |       |                  | Resultado |                          |               |
| ---------------------- | ------ | ----- | ---------------- | --------- | ------------------------ | ------------- |
| 2 de diciembre de 2020 | Karatu | Kenia | Bandera de Kenia | 1:2       | Bandera de Sudán del Sur | Sudán del Sur |

### Final
| Fecha                  | Lugar  |          |                     | Resultado |                   |        |
| ---------------------- | ------ | -------- | ------------------- | --------- | ----------------- | ------ |
| 2 de diciembre de 2020 | Karatu | Tanzania | Bandera de Tanzania | 1:4       | Bandera de Uganda | Uganda |

## Campeón
| Uganda         |
| Campeón Uganda |
| 4.to título    |

## Clasificación final
| Equipo | Equipo        | Pts | PJ | PG | PE | PP | GF | GC | Dif |
| ------ | ------------- | --- | -- | -- | -- | -- | -- | -- | --- |
| 1      | Uganda        | 10  | 4  | 3  | 1  | 0  | 13 | 3  | +10 |
| 2      | Tanzania      | 9   | 4  | 3  | 0  | 1  | 16 | 6  | +10 |
| 3      | Sudán del Sur | 7   | 4  | 2  | 1  | 1  | 6  | 2  | +4  |
| 4      | Kenia         | 6   | 4  | 2  | 0  | 2  | 7  | 6  | +1  |
| 5      | Etiopía       | 3   | 2  | 1  | 0  | 1  | 3  | 5  | -2  |
| 6      | Yibuti        | 3   | 2  | 1  | 0  | 1  | 3  | 7  | -4  |
| 7      | Sudán         | 0   | 2  | 0  | 0  | 2  | 3  | 5  | -2  |
| 8      | Somalia       | 0   | 2  | 0  | 0  | 2  | 2  | 10 | -8  |
| 9      | Burundi       | 0   | 2  | 0  | 0  | 2  | 1  | 10 | -9  |